# 1998 في الكويت

## المناصب
- أمير الدولة: جابر الأحمد الصباح
- رئيس الوزراء وولي العهد: سعد العبد الله السالم الصباح

## وفيات
- حمد الرجيب - وزير وسفير.
- راشد الخضر - ملحن.